# Bernardo Pasquini
Bernardo Pasquini (Massa e Cozzile, 7 de desembre de 1637 - Roma, 22 de novembre de 1710) fou un compositor, organista i clavicembalista alumne de Loreto Vittori i Antonio Cesti. De jove va viatjar a Roma i va entrar al servei del príncep Borghese. Des del 1661 fou organista de diverses esglésies romanes, entre les quals de la basílica de Santa Maria Maggiore tenint en aquesta estada diversos alumnes entre ells a Johann Philipp Krieger, Georg Muffat, Giovanni Maria Casini. Va gaudir de la protecció de la reina Cristina de Suècia, i en aquest honor va compondre el 1679 l'òpera Dov'é amore è Pietà. Fou molt apreciat com a clavicembalista en nombroses corts europees de l'època. Durant els seus últims anys de vida va ser mestre de Domenico Zipoli.
Com a compositor, destaca la seva obra per a teclat; fou un dels primers a utilitzar-hi la forma sonata, composició en què precedí Domenico Scarlatti. A més de les sonates és autor de 24 tocates, 11 suites, diversos concerts, una trentena d'òperes i oratoris, cantates i motets, entre d'altres.
Pasquini va morir a Roma, i va ser enterrat a l'església de San Lorenzo in Lucina.